# كارل كيسيل
كارل كيسيل (بالألمانية: Karl Kessel)‏ هو ضابط ألماني، ولد في 1 يونيو 1912 في مولهايم أن در رور في ألمانيا، وتوفي في 24 أغسطس 1997 في بون في ألمانيا.

## روابط خارجية
- كارل كيسيل على موقع مونزينجر (الألمانية)